# 噴槍

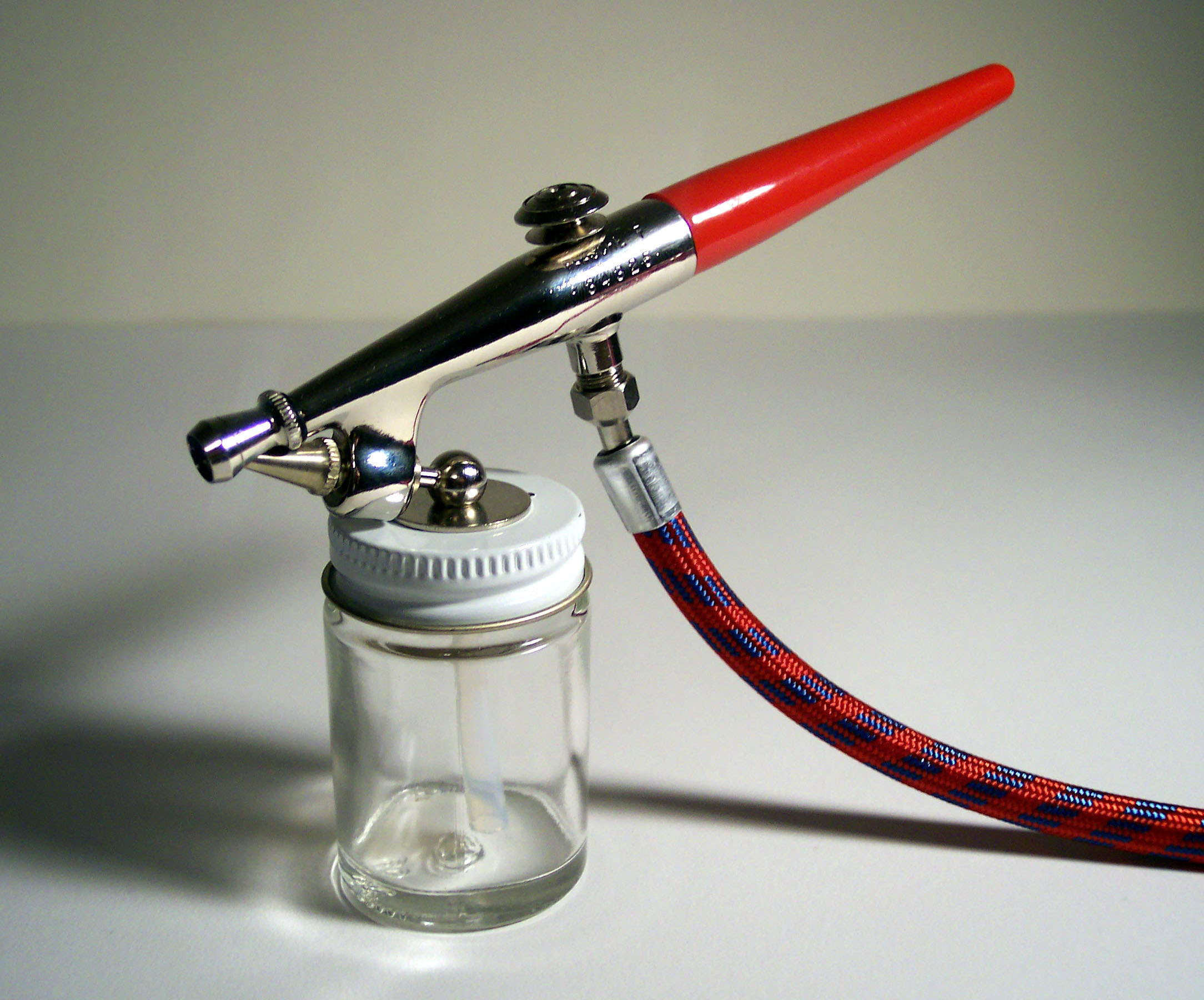
噴槍

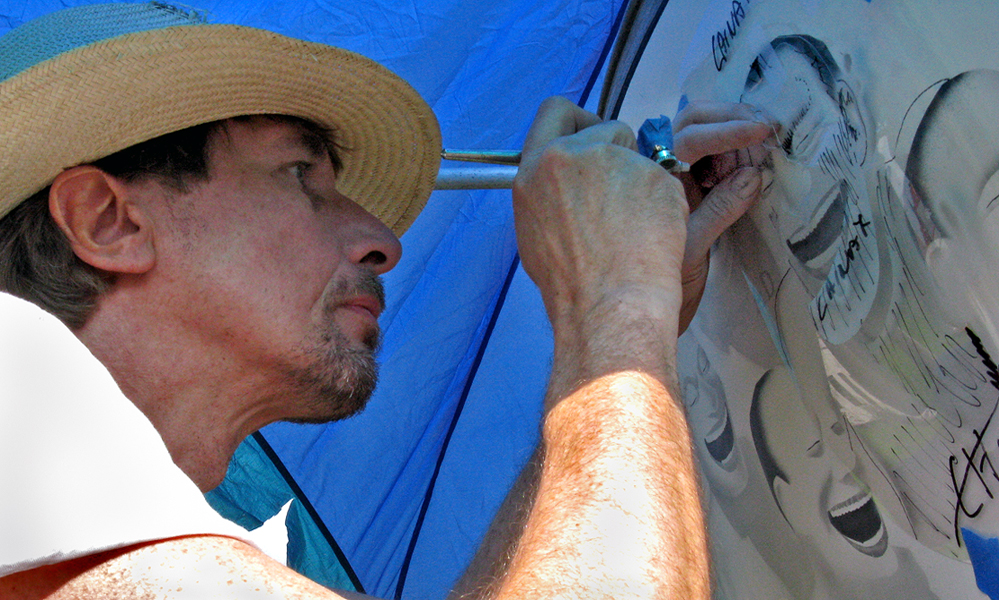
一位艺术家正在使用喷枪

喷枪是一种小型气动工具，可雾化和喷射包括涂料、墨水、染料和粉底在內的各种介质。有些喷枪无法雾化只能噴射，這種喷枪需要通過其他设备将涂料雾化后才能將涂料喷射在物品表面。